# 反餘弦
| 反餘弦        | |
|               | |
| 性質          | |
| 奇偶性        | 非奇非偶函数 |
| 定義域        | [-1, 1] |
| 到達域        | {\displaystyle [0,\pi ]} （[0,180°]）                                                                                   |
| 周期          | N/A |
| 特定值        | |
| 當x=0         | {\displaystyle {\frac {\pi }{2}}} （90°）                                                                               |
| 當x=+∞        | N/A |
| 當x=-∞        | N/A |
| 最大值        | {\displaystyle \pi } （180°）                                                                                           |
| 最小值        | {\displaystyle 0} |
| 其他性質      | |
| 渐近线        | N/A |
| 根            | 1 |
| 拐點          | {\displaystyle \left(0,{\tfrac {\pi }{2}}\right)} {\displaystyle \left(0,90^{\circ }\right)}                            |
| 不動點        | y軸為弧度時： 0.7390851332152... （42.3464588340929...°） y軸為角度時： 0.999847741531088...° （0.0174506351083467...） |
| k是一個整數。 | |

反餘弦（arccosine, {\displaystyle \arccos }, {\displaystyle \cos ^{-1}}）是一種反三角函數，也是高等數學中的一種基本特殊函數。在三角學中，反餘弦被定義為一個角度，也就是餘弦值的反函數，然而餘弦函數是雙射且不可逆的而不是一個對射函數（即多個值可能只得到一個值，例如1和所有同界角），故無法有反函數，但我們可以限制其定義域，因此，反餘弦是單射和滿射也是可逆的，另外，我們也需要限制值域，且限制值域時，不能和反正弦定義相同的區間，因為這樣會變成一對多，而不構成函數，所以我們將反餘弦函數的值域定義在{\displaystyle \left[0,\pi \right]}（[0,180°]）。另外，在原始的定義中，若輸入值不在區間{\displaystyle [-1,1]}，是沒有意義的，但是三角函數擴充到複數之後，若輸入值不在區間{\displaystyle [-1,1]}，將傳回複數。

## 命名
反餘弦的數學符號是{\displaystyle \arccos }，最常被記為{\displaystyle \cos ^{-1}}。在不同的編程語言和有些計算器則使用acos或acs。

## 定義
原始的定義是將餘弦函數限制在{\displaystyle [0,\pi ]}（[0,180°]）的反函數

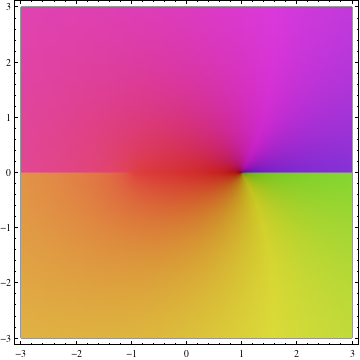
拓展到複數的反餘弦函數

在複變分析中，反餘弦是這樣定義的:
{\displaystyle \arccos x=-{\mathrm {i} }\ln \left(x+{\sqrt {x^{2}-1}}\right)\,}
这样反餘弦函数的定义域就推廣到複數域中。

## 性質
反餘弦函數是一個定義在區間{\displaystyle \left[-1,1\right]}的嚴格遞減連續函數。

{\displaystyle \arccos :\left[-1,1\right]\rightarrow \left[0,\pi \right]}
（{\displaystyle \arccos :\left[-1,1\right]\rightarrow \left[0,180^{\circ }\right]}）
其圖形是對稱的，即對稱於點{\displaystyle \left(0,{\frac {\pi }{2}}\right)}，或表示為{\displaystyle \left(0,90^{\circ }\right)}，所以滿足{\displaystyle \arccos x=\pi -\arccos \left(-x\right)=180^{\circ }-\arccos \left(-x\right)}

反餘弦函數的導數是：

{\displaystyle {\frac {d}{dx}}\arccos x=-{\frac {1}{\sqrt {1-x^{2}}}}}.

反餘弦函數的泰勒級數是：

{\displaystyle {\begin{aligned}\arccos x&{}={\frac {\pi }{2}}-\arcsin x\\&{}={\frac {\pi }{2}}-(x+\left({\frac {1}{2}}\right){\frac {x^{3}}{3}}+\left({\frac {1\cdot 3}{2\cdot 4}}\right){\frac {x^{5}}{5}}+\left({\frac {1\cdot 3\cdot 5}{2\cdot 4\cdot 6}}\right){\frac {x^{7}}{7}}+\cdots )\\&{}={\frac {\pi }{2}}-\sum _{n=0}^{\infty }\left({\frac {(2n)!}{2^{2n}(n!)^{2}}}\right){\frac {x^{2n+1}}{(2n+1)}};\qquad |x|\leq 1\end{aligned}}}
基於上述級數在{\displaystyle |x|}接近1時收斂速度十分緩慢，在{\displaystyle x=-1}求得的泰勒級數是：

{\displaystyle {\begin{aligned}\arccos x&{}=\pi -{\sqrt {2(x+1)}}\left(1+\left({\frac {1}{4}}\right){\frac {x+1}{3}}+\left({\frac {1\cdot 3}{4\cdot 8}}\right){\frac {(x+1)^{2}}{5}}+\left({\frac {1\cdot 3\cdot 5}{4\cdot 8\cdot 12}}\right){\frac {(x+1)^{3}}{7}}+\cdots \right)\\&{}=\pi -{\sqrt {2(x+1)}}\sum _{n=0}^{\infty }\left({\frac {(2n)!}{2^{3n}(n!)^{2}}}\right){\frac {(x+1)^{n}}{(2n+1)}}\end{aligned}}}
由於先前描述的對稱關係{\displaystyle \arccos x=\pi -\arccos \left(-x\right)}，可由上式計算{\displaystyle |x|}接近1時的反餘弦值。

也可以用反餘弦和差公式將兩個餘弦值合併成一個餘弦值:
{\displaystyle \arccos x_{1}+\arccos x_{2}={\begin{cases}\arccos \left(x_{1}x_{2}-{\sqrt {1-x_{1}^{2}}}{\sqrt {1-x_{2}^{2}}}\right)&x_{1}+x_{2}\geq 0\\2\pi -\arccos \left(x_{1}x_{2}-{\sqrt {1-x_{1}^{2}}}{\sqrt {1-x_{2}^{2}}}\right)&x_{1}+x_{2}<0\end{cases}}}

{\displaystyle \arccos x_{1}-\arccos x_{2}={\begin{cases}-\arccos \left(x_{1}x_{2}+{\sqrt {1-x_{1}^{2}}}{\sqrt {1-x_{2}^{2}}}\right)&x_{1}\geq x_{2}\\\arccos \left(x_{1}x_{2}+{\sqrt {1-x_{1}^{2}}}{\sqrt {1-x_{2}^{2}}}\right)&x_{1}<x_{2}\end{cases}}}.

## 應用
直角三角形的輻角為其鄰邊和斜邊之間的比率的反餘弦值。